# Útikönyv
Egy útikönyv általában kézikönyv jellegű, a lényeges információkat összefoglaló, de kisebb terjedelmű könyv, egy-egy földrajzilag körülhatárolható területről. Sok útikönyv jellegzetesen két részből áll, az egyik általában a hétköznapi élet szükségleteivel foglalkozik, míg a másik rész a látnivalókkal. Gyakori még, hogy a könyv tartalmaz egy ajánlást a szálláshelyekre és éttermekre vonatkozóan, valamint egy hosszabb-rövidebb nyelvi útmutatót. Az érdekkonfliktus lehetősége miatt gyakori kritika éri az ajánlásokat, mert ezen a ponton sokan veszélyben látják egy útikönyv semlegességét.
Az útleírásokkal ellentétben az útikönyv nem egy személyes utazás megörökítése, szubjektív benyomásokkal és élményekkel, hanem objektív, általában sok ember számára fontos szempontokat vesz figyelembe. Ennek lényegében előfeltétele a tudatos szerkesztés, így az ó- és középkori leírásokat nem számoljuk az útikönyvek közé.

## Története
A 19. század közepétől a vasúthálózat kiépítése forradalmasította az utazást. Thomas Cook brit üzletember és vállalkozó volt az első, aki kifejezetten nagyobb csoportok utaztatására építette üzletpolitikáját. A német Karl Baedeker pedig az első kiadó-szerkesztő, aki a szórakozás céljából utazó közönség igényeit kielégítendő, egyfajta sztenderdizált útiprogram-leírást készített. Eleinte a Rajna-vidékre koncentrált, de hamar megjelentek az Alpok országait érintő leírások, majd Berlin, London, az Osztrák–Magyar Monarchia, Görögország, valamint Egyiptom és egyéb tengerentúli országokról szóló kötetek. Példáját hamarosan követték mások, más országokban és más nyelveken is.

## Útikönyvekkel foglalkozó kiadók
Útikönyvekkel foglalkozó kiadók ma a Baedeker mellett például: ADAC, Berlitz, Lonely Planet, National Geographic és a Wikitravel. Magyarországon hagyományosan a Corvina Könyvkiadó, valamint a Panoráma Könyvkiadó mellett a Cartographia foglalkozott, illetve foglalkozik útikönyvek kiadásával, majd a rendszerváltás után több kisebb kiadó is indult.